# Strážov

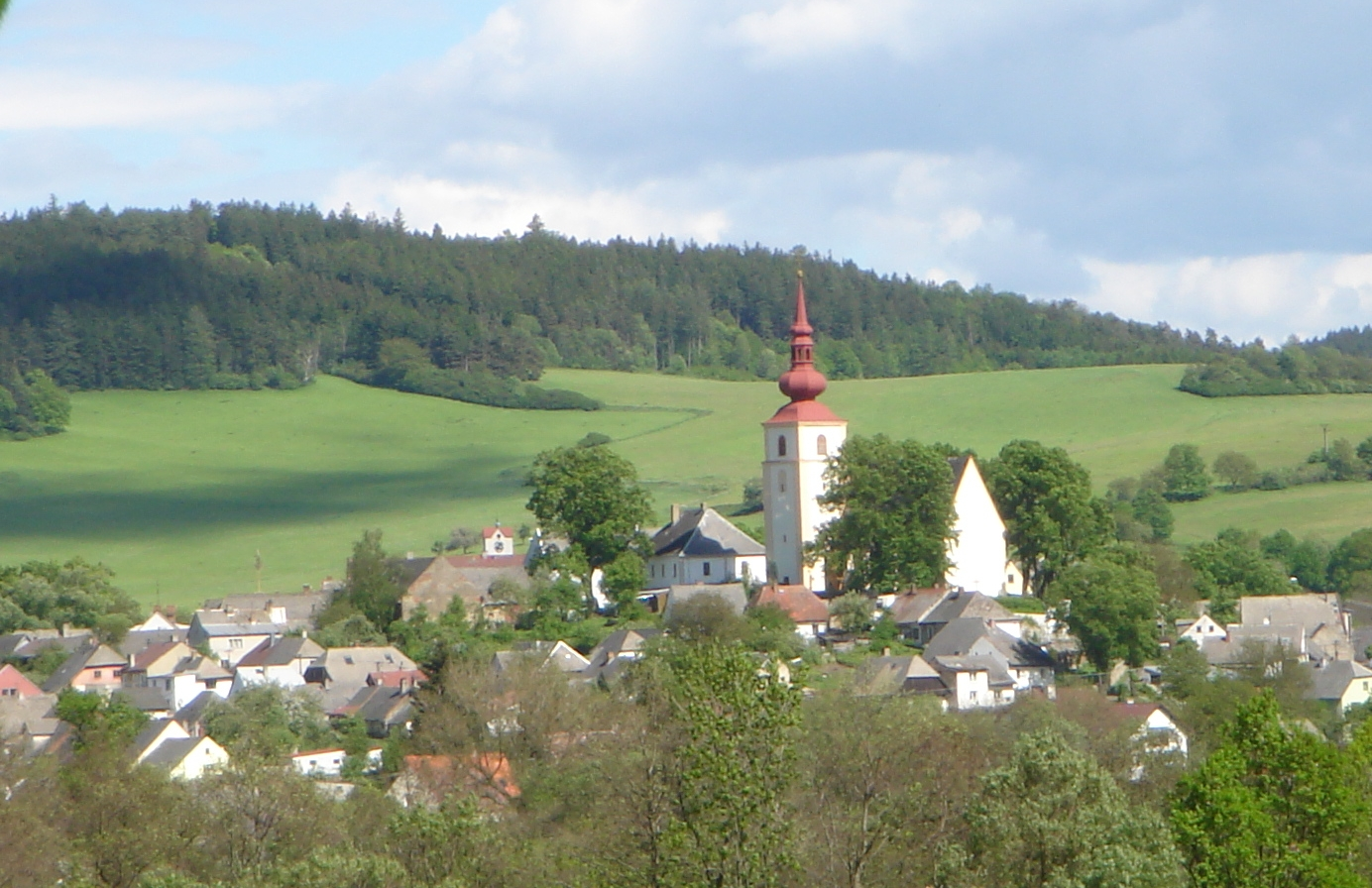
Strážov mit St.-Georgs-Kirche.

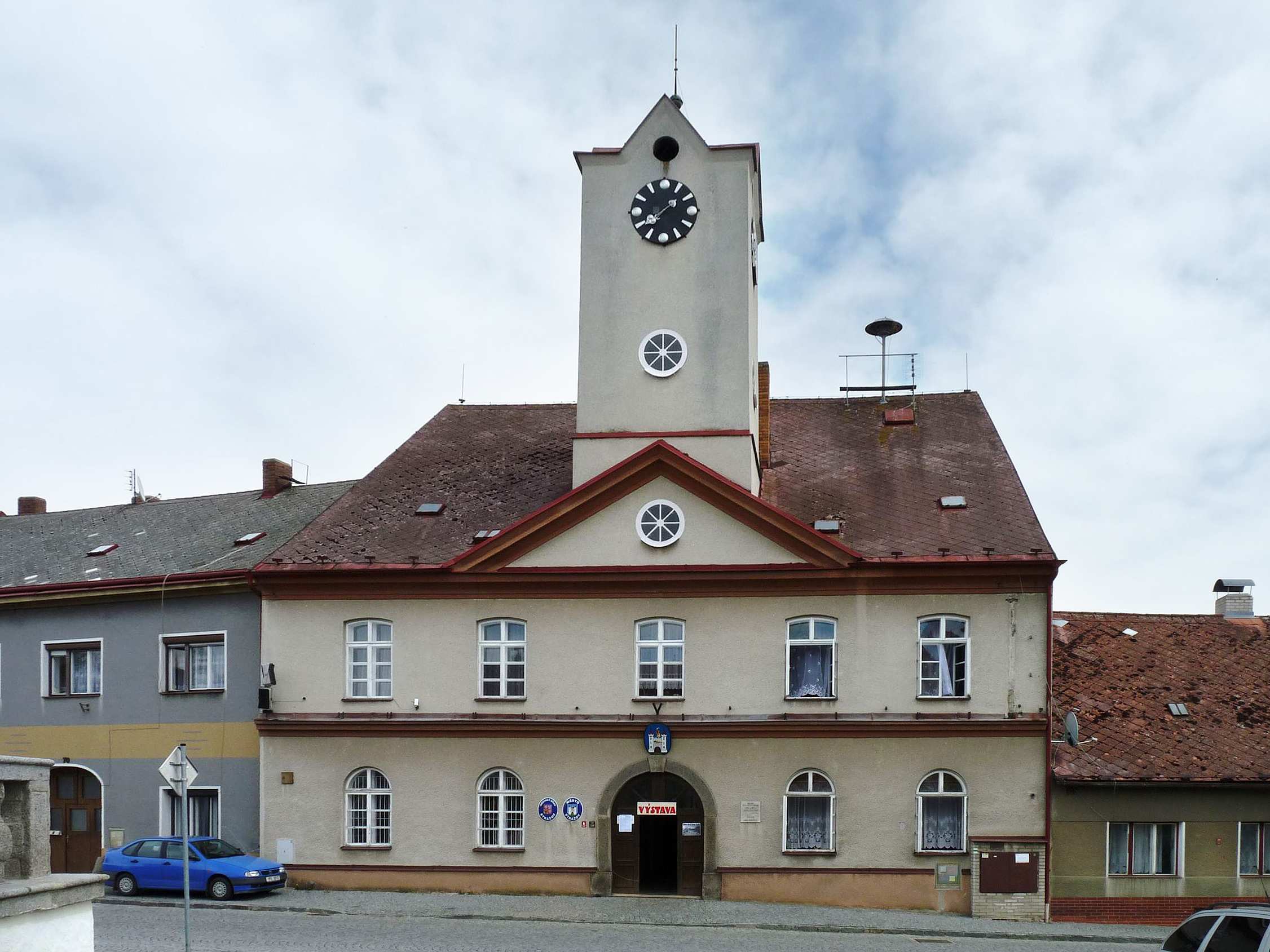
Rathaus

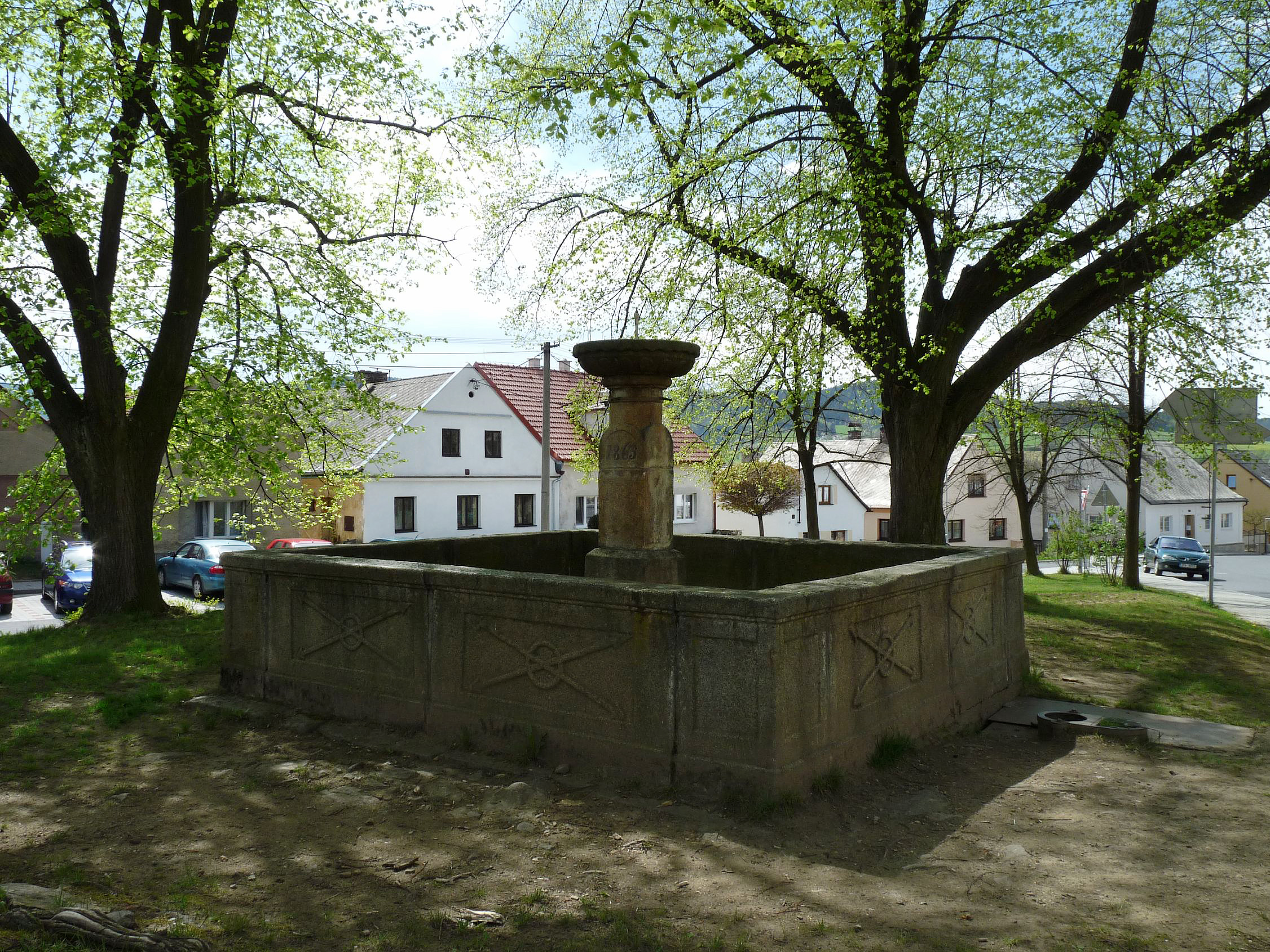
Brunnen auf dem Markt

Strážov (deutsch Drosau) ist eine Stadt in Tschechien. Sie liegt zwölf Kilometer südwestlich von Klatovy und gehört zum Okres Klatovy.

## Geographie
Strážov befindet sich in der Strážovská vrchovina (Drosauer Bergland), einem Teilgebiet der Šumavské podhůří (Böhmerwaldvorland). Die Stadt liegt im seichten Tal des Strážovský potok (Drosauer Bach), der beim Ortsteil Rovná in die Jelenka mündet. Nördlich erheben sich der Vinný vrch (535 m) und die Rovenská hora (571 m), im Nordosten die Chvojová hora (631 m) und die Úliště (690 m), östlich die Smrková hora (628 m), im Süden der Na Vápenici (532 m) und die Plošina (972 m), südwestlich der Želivský vrch (Bauholz, 770 m), im Westen der U Ramene (723 m) sowie nordwestlich der Na Porovnání (639 m).
Nachbarorte sind Rovná, Javor und Lehom im Norden, Lukavice und Brtí im Osten, Viteň, Splž und Krotějov im Süden sowie Zahorčice und Opálka im Westen. Durch Strážov führt die Staatsstraße II/171 zwischen Janovice nad Úhlavou und Běšiny.

## Geschichte
Erstmals urkundlich erwähnt wurde Strážov im Jahre 1352. Zu diesem Zeitpunkt gehörte die Einschicht zur Feste Opálka. Nach einem Silberfund in der Mitte des 15. Jahrhunderts wuchs der Ort schnell und erhielt 1524 durch Ludwig II. Stadtrechte, darunter die Hochgerichtsbarkeit, das Marktrecht, Wappenrecht und das Selbstverwaltungsrecht verliehen.
Nach der Erschöpfung der Silberlagerstätten und der Auflassung der Bergwerke und Stilllegung der Hütten setzte im 16. Jahrhundert ein Niedergang ein, der das gesamte Leben in der Stadt betraf. Der Dreißigjährige Krieg brachte weiteres Leid, als 1641 die Schweden einfielen und das Städtchen niederbrannten. Im 18. Jahrhundert wurde in Strážov die Spitzenklöppelei ansässig. Bis zur Mitte des 19. Jahrhunderts blieb Drosau zum Gut Opalka untertänig.
Nach der Aufhebung der Patrimonialherrschaften bildete Stražov/Drosau ab 1850 eine Stadtgemeinde im Gerichtsbezirk Klattau. Ab 1868 gehörte die Stadt zum Bezirk Klattau. Der tschechische Ortsname Strážov wird seit 1880 verwendet. 1896 wurde im Ort eine Klöppelfachschule gegründet, die 1953 geschlossen wurde. Im Jahre 1954 verlor Strážov zusammen mit Rejštejn und Nalžovské Hory die Stadtrechte. 1961 wurden Krotějov (mit Hájek, Patraska und Splž), Lukavice (mit Kněžice), Opálka (mit České Hamry), Rovná (mit Lehom und Malá Rovná) und Zahorčice eingemeindet. Zu Beginn des Jahres 1976 erfolgte die Eingemeindung von Viteň (mit Božtěšice, Brtí, Horní Němčice, Javoříčko und Mladotice). Die nach der samtenen Revolution beantragte Zuerkennung eines Stadtstatus zog sich lange hin und wurde schließlich durch die Novellierung der gesetzlichen Grundlagen wieder hinfällig, da Strážov die damals erforderliche Mindestzahl von 3000 Einwohnern nicht besitzt. Seit dem 23. Januar 2007 ist Strážov wieder eine Stadt.

## Gemeindegliederung
Die Stadt Strážov besteht aus den Ortsteilen Božtěšice (Boschtieschitz, früher Bořetitz), Brtí (Brty, 1939–45: Bienwald), České Hamry (Böhmisch Hammer, früher Hammern), Horní Němčice (Nemschitz, früher Nemtschitz), Javoříčko (Jawoři, 1939–45: Gaberl), Kněžice (Knieschitz), Krotějov (Krotiw), Lehom, Lukavice (Lukawitz, früher Lukawetz), Mladotice (Mladotitz), Opálka (Opalka), Rovná (Ruwna), Splž (Spiels), Strážov (Drosau), Viteň (Witten) und Zahorčice (Zahorčitz, 1939–45: Bingarten). Grundsiedlungseinheiten sind Božtěšice, Brtí, České Hamry, Horní Němčice, Krotějov, Lehom, Lukavice, Mladotice, Opálka, Rovná, Splž, Strážov, Viteň und Zahorčice. Zu Strážov gehören außerdem die Rotten Hájek (Hajka) und Patraska (Potraska, auch Podraska) sowie die Einschichten Brtský Mlýn, Červený Mlýn (Rothe Mühle), Dvorecký Mlýn, Malá Rovná, Na Strání, Na Strašidle, Pastouška, Plázky, U Soušků, U Stojzů, U Traxlů, V Americe und V Loužku.
Das Gemeindegebiet gliedert sich in die Katastralbezirke Božtěšice na Šumavě, Brtí, České Hamry, Horní Němčice u Čachrova, Krotějov, Lehom, Lukavice u Strážova, Mladotice u Čachrova, Opálka, Rovná, Strážov na Šumavě, Viteň und Zahorčice na Šumavě. Auf den Gemeindefluren liegt die Wüstung Hynkovice (Hinkowitz).

## Sehenswürdigkeiten
- Kirche St. Georg
- Säule des hl. Johannes von Nepomuk auf dem Marktplatz
- Jüdischer Friedhof östlich der Stadt am Nordhang der Smrková hora
- Feste Opálka in Opálka
- Alte Stollen aus der Bergbauzeit, teilweise auch in Kellern des Ortes